# 光学合成
光学合成（こうがくごうせい、英: optical compositing）は、映画の合成技術で、複数のフィルムを光学的に合成する手法。オプチカル合成、オプティカル合成とも呼ばれる。
デジタル合成が主流となる前、およそ1980年代までの映画における合成はもっぱらこの手法によっていたが、現在ではほとんど使われない技術となった。しかし、演出上の技法などで使用されることがある。
光学合成を使わない手法としてレイ・ハリーハウゼンが考案したスクリーン・プロセスを使う「ダイナメーション」などがある。

## オプチカル・プリンター
光学合成には「オプチカル・プリンター」という機材が使われる。
オプチカル・プリンターは、フィルムを別のフィルムにコピーするための機械であり、例えばネガフィルムから上映用のポジフィルムを作成するのにも使われる。こういった単純な用途に使われるオプチカル・プリンターは、コピー元のフィルムとコピー先のフィルムとがそれぞれ1本ずつの比較的単純な構造のものである。
光学合成に使われるオプチカル・プリンターは、コピー元のフィルムを複数本かけることができるようにした特殊なものである。オーバーラップやワイプなどの基本的な光学合成を行うものから、複数の素材マスクを組み込んで合成する複雑なものまで、様々なものが存在した。要求される合成が複雑なものになればなるほど、コピー元のフィルムの本数は増える。安定した合成を行うためには、機械そのものにも操作にもきわめて高い精度が求められる。また、合成の内容によって合成素材となるフィルムの作り方や構成も異なるため、大変な職人芸が要求された。
オプチカル・プリンター導入以前は、カメラの前にマスクを置いて撮影したフィルムを巻き戻し、その部分に別の映像を撮り足す生処理という手法が使われていた。この手法は撮影したフィルムをそのまま用いるために画質が鮮明になるが、現像しなければマスクのずれを確認することができなかった。

## 使用するフィルム
カメラに装填するフィルムには特殊なフィルム、インターメディエイトフィルム (IM) が使用される。インターは、オリジナルネガから転写されれば、マスターポジ（オレンジベース、ポジ像）になり、マスターポジから転写されれば、インターネガ（オレンジベース、ネガ像）になる。このインターネガを上映用のフィルムに焼き付けると、通常のクリアベース、ポジ像になる。
主にマスク用に使用される白黒のフィルムを「ハイ・コントラスト・フィルム」通称：ハイコンと呼ぶ（製版用フィルムに由来して「リスフィルム」と呼ばれる場合もある）。このフィルムはほとんど階調が無く（ほとんど二階調）、クリアベースとマットな黒色を持つフィルムである。主にマスクやタイトル用の文字に使用されるが、ハイコンフィルムは「堅すぎる」特性のために合成用のマスクとしては使いづらいもので、実際の合成作業用としては以下のパンクロが主に使われた。
パンクロマチック・フィルム
通称：パンクロ。ハイコンフィルムが青系の光のみに感光するのに対し、パンクロはどの光にも感光してしまう特性を持っている。そして、ハイコンに比べてわずかに階調を持った「柔らかい」特性のフィルムである。
DH目、またはBH目と呼ばれるクリアベース、ポジ像のフィルム
光り物やグロー効果を作り出す時によく使うフィルム。通常の映写用のフィルムと違いは、パーフォレイションの形状が映写用の遊びの多いKS目ではなく、遊びの無いDH目、BH目である。